# Hickory Flat (Mississippi)
Pour les articles homonymes, voir Hickory Flat.
La ville américaine de Hickory Flat est située dans le comté de Benton, dans l’État du Mississippi. Lors du recensement de 2000, sa population s’élevait à 565 habitants.

## Source
- (en) Cet article est partiellement ou en totalité issu de l’article de Wikipédia en anglais intitulé « Hickory Flat, Mississippi » (voir la liste des auteurs).